# Дворец Харакс
Вилла Харакс — усадебный дом с парковой зоной на территории посёлка Гаспра, Крым.

## История
История дворца начинается, когда в Гаспре было приобретено имение великим князем Михаилом Николаевичем (младший сын императора Николая I) у княгини Мещерской в 1869 году. Участок около 70 десятин (более 100 га) был расположен от Севастопольского шоссе до берега моря, заканчиваясь мысом Ай-Тодор. Название имение получило в честь римской крепости, находившейся на этом месте до середины III века н. э.
Некоторое время участок пустовал из-за отсутствия на нём воды. После покупки у гаспринских татар источника, Георгий Михайлович заказал архитектору Н. П. Краснову проект имения, размер которого составлял 16 га.
Краснов выбрал для Харакса популярный тогда стиль позднего модерна. В 1909 году в Хараксе побывал Николай II. Сам архитектор так описывает своё творение:

«…исполнен в современном шотландском вкусе из местного известняка мозаичной кладкой со вставкой орнаментальных частей, высеченных из того же камня, и покрыт английской черепицей».

В Хараксе до апреля 1919 года проживала Мария Фёдоровна, которую охранял отряд под командованием И.В. Федотьева, прибывший осенью 1918 года.
В 1922 году Харакс был превращён в одноимённый санаторий, а в 1955 году его название заменили на «Днепр». Великая Отечественная война не пощадила здание — дворец сильно пострадал. Реставрация не полностью вернула прежний облик имения. В 1983 году санаторий был награждён Почётной грамотой Президиума Верховного Совета Украинский ССР. В 1987 году на территории здравницы состоялось открытие историко-археологического музея.

## Парк
Разбивкой Харакского парка, как и возведением усадебного дома, руководил Н. П. Краснов. Среди малых архитектурных форм особый интерес представляет античная беседка, сохранившаяся до настоящего времени (по другим данным — это копия с античными колоннами).

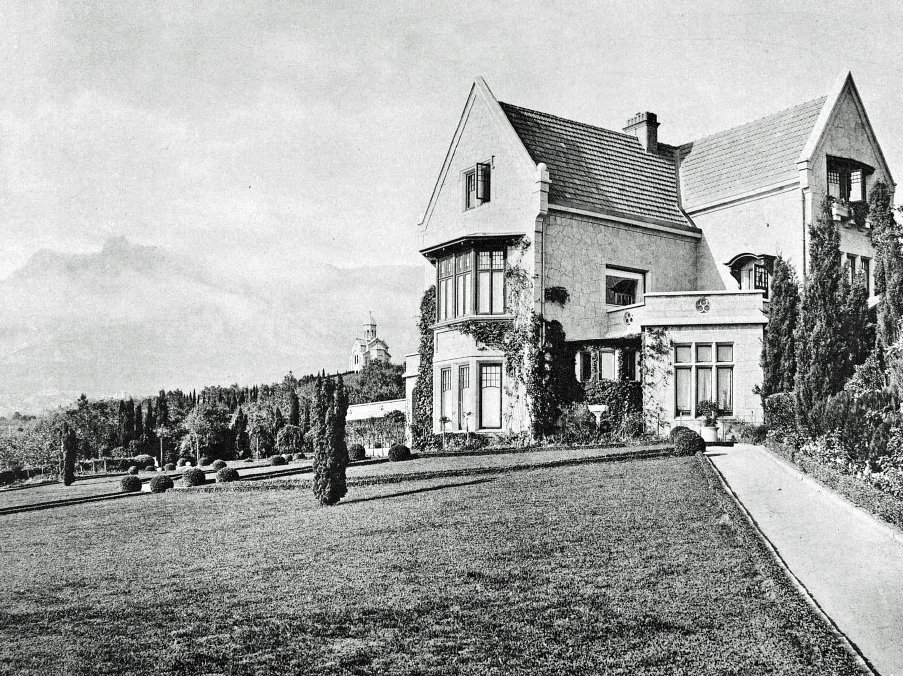
Вид в 1913 году
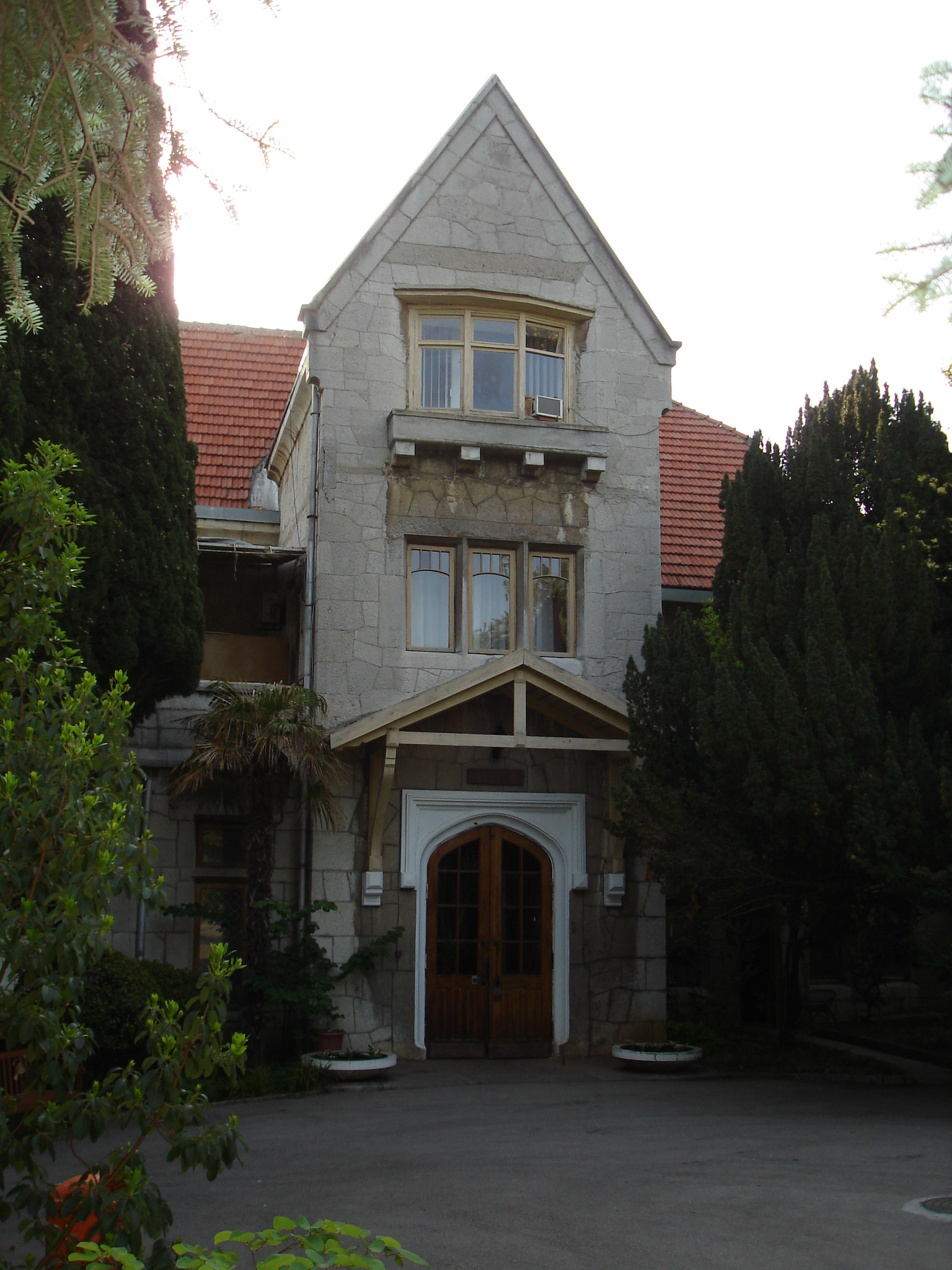
Вход во дворец
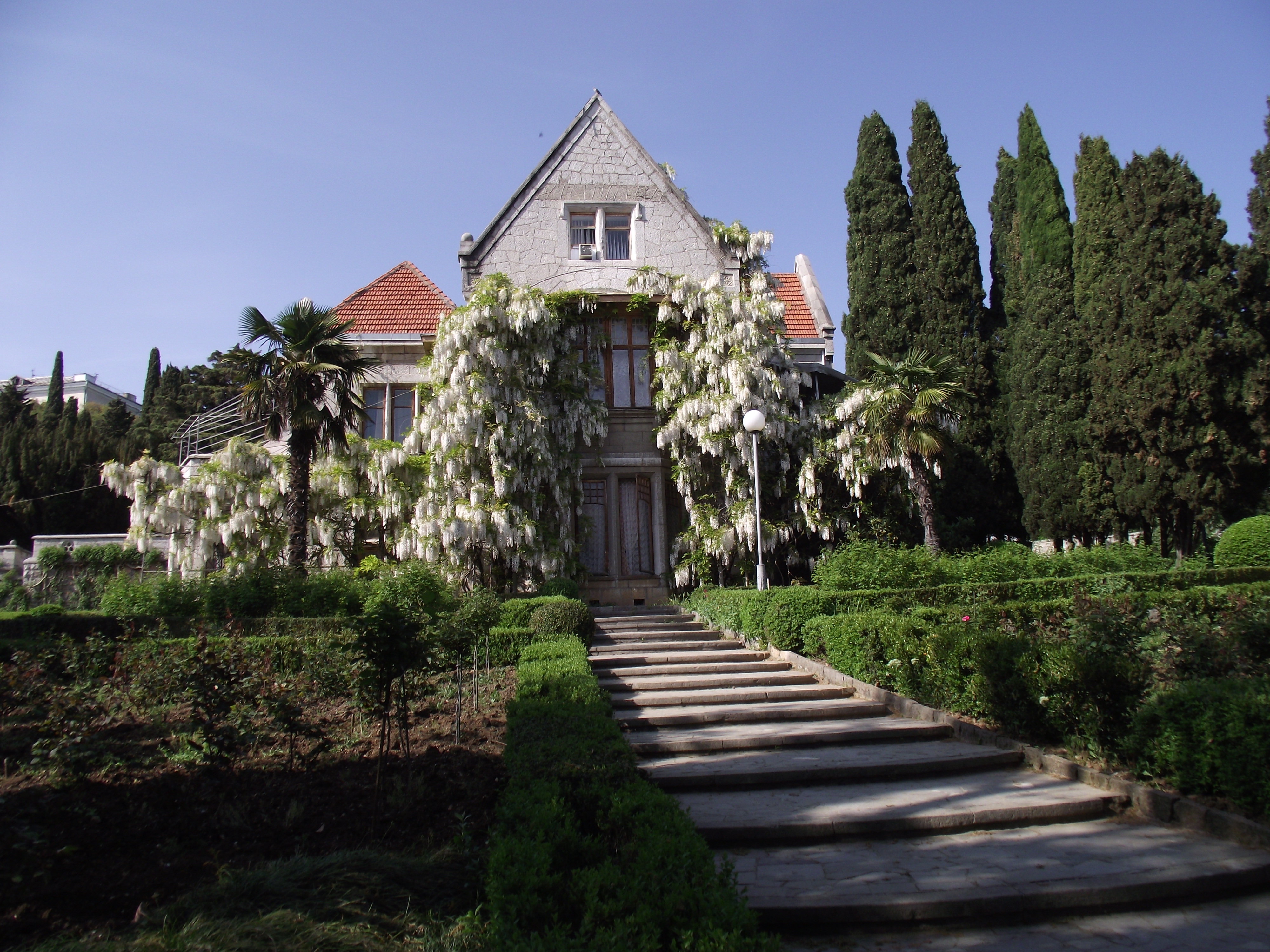
Ещё один вид на имение
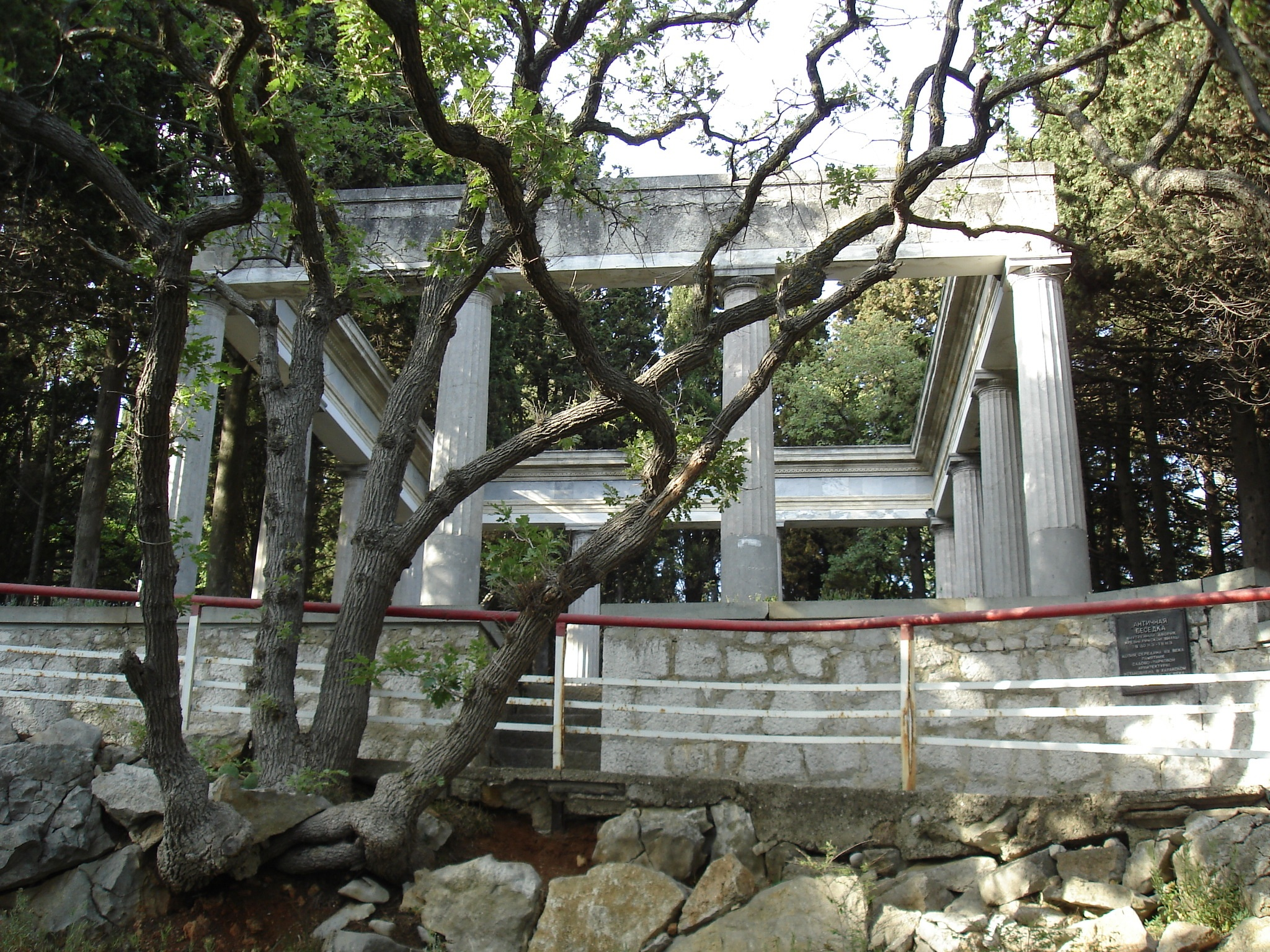
Античная беседка в парке над морем